# San Juan Bautista, delstaten Mexiko
San Juan Bautista är en ort i Mexiko, tillhörande kommunen Capulhuac i delstaten Mexiko, i den centrala delen av landet. Orten hade 778 invånare vid folkräkningen 2010.